# Корман (Шабац)
Корман је насеље у Србији у општини Шабац у Мачванском округу. Према попису из 2022. било је 372 становника (према попису из 1991. било је 407 становника).

## Галерија
- Сеоска школа
- Споменик НОБ-а

## Демографија
У насељу Корман живи 320 пунолетних становника, а просечна старост становништва износи 39,7 година (38,2 код мушкараца и 41,2 код жена). У насељу има 103 домаћинства, а просечан број чланова по домаћинству је 3,82.
Ово насеље је углавном насељено Србима (према попису из 2002. године), а у последња три пописа, примећен је пад у броју становника.
|  |

| Демографија | Демографија | Демографија |
| Година      | Становника  | Становника  |
| ----------- | ----------- | ----------- |
| 1948.       | 380         |             |
| 1953.       | 411         |             |
| 1961.       | 415         |             |
| 1971.       | 397         |             |
| 1981.       | 415         |             |
| 1991.       | 407         | 405         |
| 2002.       | 393         | 399         |

| Етнички састав према попису из 2002.‍ | Етнички састав према попису из 2002.‍ | Етнички састав према попису из 2002.‍ | Етнички састав према попису из 2002.‍ | Етнички састав према попису из 2002.‍ |
| ------------------------------------ | ------------------------------------ | ------------------------------------ | ------------------------------------ | ------------------------------------ |
|                                      |                                      |                                      |                                      |                                      |
| Срби                                 | Срби                                 |                                      | 311                                  | 79,13%                               |
| Југословени                          | Југословени                          |                                      | 18                                   | 4,58%                                |
| непознато                            | непознато                            |                                      | 24                                   | 6,10%                                |

| Година пописа     | 1948. | 1953. | 1961. | 1971. | 1981. | 1991. | 2002. |
| ----------------- | ----- | ----- | ----- | ----- | ----- | ----- | ----- |
| Број домаћинстава | 67    | 76    | 81    | 89    | 108   | 101   | 103   |

| Број чланова      | 1  | 2  | 3  | 4  | 5  | 6  | 7 | 8 | 9 | 10 и више | Просек |
| ----------------- | -- | -- | -- | -- | -- | -- | - | - | - | --------- | ------ |
| Број домаћинстава | 16 | 15 | 16 | 14 | 17 | 18 | 6 | 1 | 0 | 0         | 3,82   |

| Пол    | Укупно | Неожењен/Неудата | Ожењен/Удата | Удовац/Удовица | Разведен/Разведена | Непознато |
| ------ | ------ | ---------------- | ------------ | -------------- | ------------------ | --------- |
| Мушки  | 169    | 46               | 111          | 9              | 0                  | 3         |
| Женски | 165    | 19               | 111          | 30             | 2                  | 3         |
| УКУПНО | 334    | 65               | 222          | 39             | 2                  | 6         |

| Пол    | Укупно                    | Пољопривреда, лов и шумарство | Рибарство                            | Вађење руде и камена | Прерађивачка индустрија       |
| ------ | ------------------------- | ----------------------------- | ------------------------------------ | -------------------- | ----------------------------- |
| Мушки  | 111                       | 80                            | 0                                    | 0                    | 14                            |
| Женски | 58                        | 48                            | 0                                    | 0                    | 1                             |
| УКУПНО | 169                       | 128                           | 0                                    | 0                    | 15                            |
| Пол    | Производња и снабдевање   | Грађевинарство                | Трговина                             | Хотели и ресторани   | Саобраћај, складиштење и везе |
| Мушки  | 0                         | 3                             | 3                                    | 0                    | 4                             |
| Женски | 0                         | 0                             | 2                                    | 0                    | 0                             |
| УКУПНО | 0                         | 3                             | 5                                    | 0                    | 4                             |
| Пол    | Финансијско посредовање   | Некретнине                    | Државна управа и одбрана             | Образовање           | Здравствени и социјални рад   |
| Мушки  | 0                         | 0                             | 0                                    | 0                    | 0                             |
| Женски | 0                         | 1                             | 0                                    | 1                    | 2                             |
| УКУПНО | 0                         | 1                             | 0                                    | 1                    | 2                             |
| Пол    | Остале услужне активности | Приватна домаћинства          | Екстериторијалне организације и тела | Непознато            | Непознато                     |
| Мушки  | 2                         | 0                             | 0                                    | 5                    | 5                             |
| Женски | 0                         | 0                             | 0                                    | 3                    | 3                             |
| УКУПНО | 2                         | 0                             | 0                                    | 8                    | 8                             |